# Конференция католических епископов Тихого океана
Конференция католических епископов Тихого океана (лат. Conferentia Episcopalis Pacifici, C.E.PAC.) — коллегиальный орган церковно-административного управления Римско-Католической церкви церковной иерархии государств Тихого океана. Конференция католических епископов Тихого океана осуществляет определённые пастырские функции, направленные для решения литургических, дисциплинарных и иных вопросов, свойственных католической общине островных государств и владений Тихого океана. Высшим органом Конференции католических епископов Тихого океана является общее собрание епископов и архиепископов. Решения Конференции католических епископов Тихого океана утверждаются Римским папой. Конференция католических епископов Тихого океана входит в Федерацию конференций католических епископов Океании (Federation of Catholic Bishops' Conferences of Oceania, FCBCO).

## История
Конференция католических епископов Тихого Океана была основана 29-го января 1974 года.

## Участники конференции
| Епархии                                      | Государства и заморские владения     |
| -------------------------------------------- | ------------------------------------ |
| Епархия Порт-Луи                             | Маврикий                             |
| Апостольский викариат Родригеса              | Маврикий                             |
| Архиепархия Самоа-Апиа                       | Самоа                                |
| Епархия Самоа — Паго-Паго                    | Американское Самоа                   |
| Миссия sui iuris Фунафути                    | Тувалу                               |
| Миссия sui iuris на Токелау                  | Токелау                              |
| Архиепархия Сувы                             | Фиджи                                |
| Епархия Раротонга                            | Острова Кука, Ниуэ                   |
| Епархия Таравы и Науру                       | Кирибати, Науру                      |
| Архиепархия Папеэте                          | Французская Полинезия                |
| Епархия Таиохаэ-о-Тефенуаэната               | Французская Полинезия                |
| Архиепархия Аганьи                           | Гуам                                 |
| Епархия Чалан Каноа                          | Северные Марианские Острова          |
| Епархия Каролинских островов                 | Федеративные Штаты Микронезии, Палау |
| Апостольская префектура Маршалловых островов | Маршалловы Острова                   |
| Архиепархия Нумеа                            | Новая Каледония                      |
| Епархия Порт-Вила                            | Вануату                              |
| Епархия Уоллиса и Футуны                     | Уоллис и Футуна                      |
| Епархия Тонги                                | Тонга                                |

## Президенты конференции
- George Hamilton Pearce (1970—1971) — архиепископ Сувы;
- Pierre-Paul-Émile Martin (1971—1978) — архиепископ Нумеа;
- Patelisio Punou-Ki-Hihifo Finau (1978—1982) — епископ Тонги;
- Petero Mataca (1982—1987) — архиепископ Сувы;
- Francis-Roland Lambert (1987—1991) — епископ Порт-Вила;
- Anthony Sablan Apuron (1991—1996) — архиепископ Аганьи;
- Michel-Marie-Bernard Calvet (1996—2003) — архиепископ Нумеа;
- Anthony Sablan Apuron (2003—2010) — архиепископ Аганьи;
- кардинал Соане Патита Паини Мафи (2010 — по настоящее время) — епископ Тонги.

## Источник
- Annuario Pontificio, Libreria Editrice Vaticana, Città del Vaticano, 2003, ISBN 88-209-7422-3